# مولین

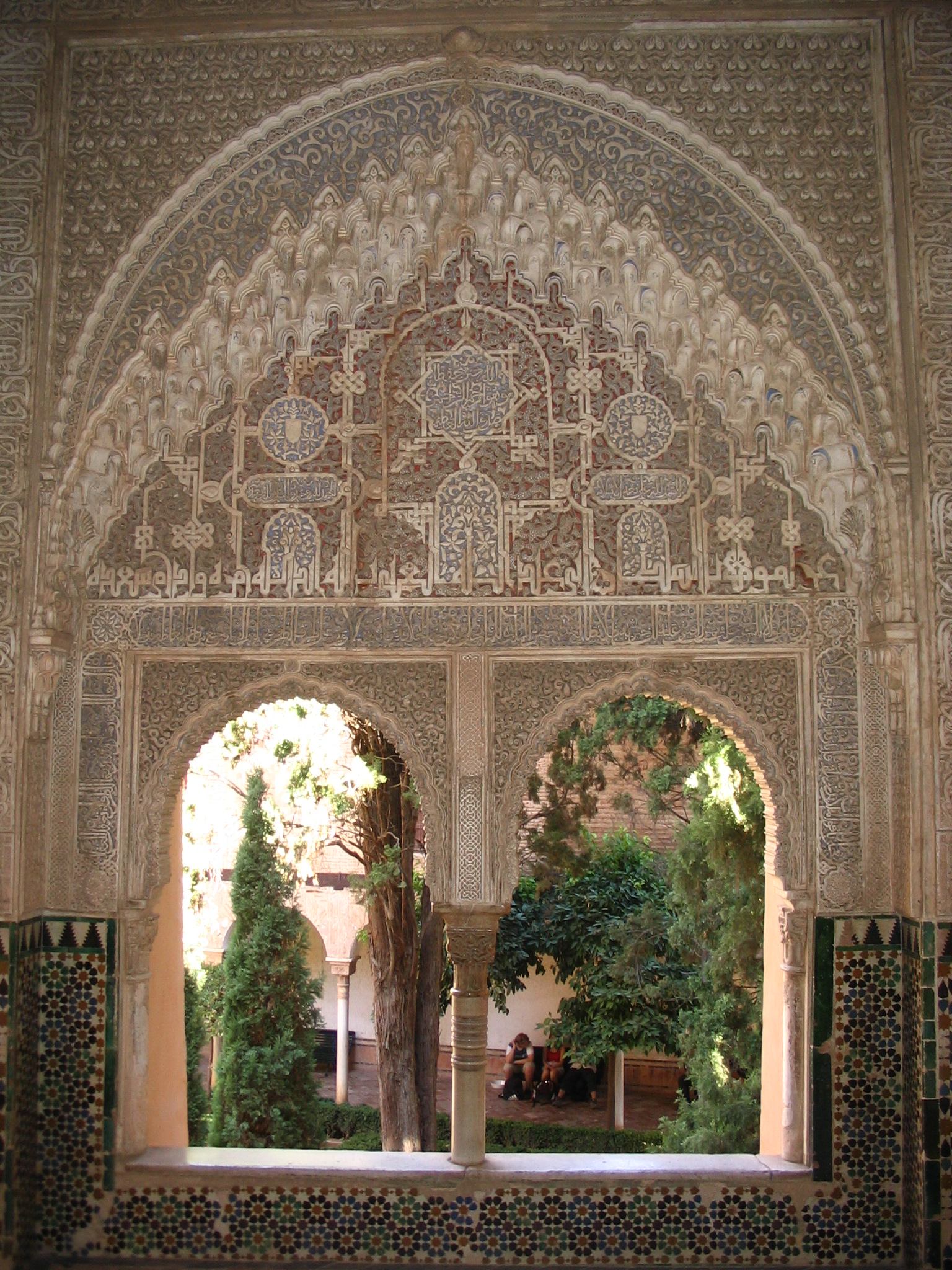
یک پنجره مولین‌دار موری در کاخ الحمرای گرانادا.

مولین (انگلیسی: Mullion) عنصری عمودی و بیشتر تزئینی است که بین قسمتها و یا شیشه‏‌های مختلف پنجره فاصله ایجاد می‌‏کند. هنگام تقسیم واحدهای مجاور در پنجره، هدف اصلی آن پشتیبانی سفت و سخت برای لعاب پنجره است. هدف ثانویه ایجاد پشتیبانی ساختاری برای یک قوس یا لنگه بالای دهانه پنجره است. عناصر افقی که سر در را از پنجره بالا جدا می کنند، ترانسوم نامیده می شوند.